# Хронический панкреатит
Хронический панкреатит — заболевание поджелудочной железы, при котором паренхима поджелудочной железы замещается фиброзной соединительной тканью вследствие повторяющихся эпизодов воспаления.
Наиболее частым симптомом ХП является боль в животе, с другими симптомами, такими как внешнесекреторная недостаточность поджелудочной железы и диабет, развивающийся с очень различной скоростью. ХП чаще всего вызывается токсинами, такими как употребление алкоголя или табака, генетическими полиморфизмами и повторяющимися приступами острого панкреатита, хотя у многих пациентов острого панкреатита в анамнезе не наблюдается. Диагноз обычно ставится при визуализации поперечного сечения, при этом такие методы, как эндоскопическая ультрасонография и тесты функции поджелудочной железы, играют второстепенную роль. Тотальная панкреатэктомия представляет собой единственный известный метод лечения ХП, хотя сложность отбора пациентов и осложнения, присущие этому вмешательству, обычно делают его непривлекательным вариантом.
Хронический панкреатит значительно снижает качество жизни и продолжительность жизни больных.

## Классификация
Выделяют:
- Токсико-метаболический хронический панкреатит
- Идиопатический хронический панкреатит
- Наследственный хронический панкреатит
- Аутоиммунный хронический панкреатит
- Рецидивирующий хронический панкреатит
- Обструктивный хронический панкреатит
- Первичная форма хронического панкреатита
- Вторичная форма хронического панкреатита

Классификация хронического панкреатита по М.И. Кузину
1 Первичный
- Алкогольный
- На почве нарушения питания
- Лекарственный панкреатит
- На почве обменных нарушений
- Неустановленной этиологии

2 Постравматический
- На почве открытой травмы поджелудочной железы
- На почве тупой травмы
- После интраоперационных повреждений
- На почве ЭРПХГ

3 Вторичный
- Холангиогенный, в том числе:
- лимфогенный холецистопанкреатит, на почве холедохолитиаза, при папиллостенозе.
- При заболеваниях желудочно-кишечного тракта, в том числе: при первичном и вторичном дуоденостазе, при дуоденальных дивертикулах, при язвенной болезни, при хроническом колите
- При окклюзии ветвей брюшной аорты
- При эндокринопатиях
- На почве других этиологических факторов
- Дисбиоз кишечника

Самая последняя классификация хронического панкреатита - M-ANNHEIM (2007), созданная немецкими панкреатологами. Эта классификация учитывает множество факторов риска хронического панкреатита и позволяет разделить пациентов на категории согласно этиологии, клинической стадии и тяжести хронического панкреатита. Тяжесть заболевания классифицируется по системе оценок.

## Этиология
Употребление алкоголя является наиболее частой причиной хронического панкреатита. Другие причины включают курение, аутоиммунные заболевания, злокачественные новообразования, генетические изменения и первичный гиперпаратиреоз. В ряде случаев этиологию заболевания установить не удается.
Причины боли при хроническом панкреатите многофакторны, и их патофизиология до конца не изучена. Боль может быть структурной из-за изменений в поджелудочной железе, но может быть и невропатической.

## Клинические проявления
Как правило, основным клиническим проявлением хронического панкреатита является экзокринная недостаточность поджелудочной железы. Она выражается в неспособности поджелудочной железы вырабатывать необходимое количество пищеварительных ферментов.
Часто после перенесенного острого панкреатита образуются псевдокисты поджелудочной железы. Увеличиваясь в размерах и накапливая патологическую жидкость, псевдокиста за счет сдавления окружающих органов может вызывать боли, нарушение движения пищи в желудке и двенадцатиперстной кишке. Возможно нагноение псевдокисты.
Иногда склеротические процессы в головке поджелудочной железы приводят к клинической картине, напоминающей сдавление протоков желчевыводящих путей и протока поджелудочной железы (Вирсунгова протока). Подобная картина наблюдается при опухолях головки поджелудочной железы, поэтому такую форму панкреатита называют псевдотуморозной. Нарушение оттока желчи в таких случаях может вызывать механическую желтуху.
На фоне хронического панкреатита возможно возникновение острого панкреатита, что не эквивалентно обострению хронического панкреатита.
Помимо нарушений со стороны желудочно-кишечного тракта у больных с хроническим панкреатитом наблюдается другие симптомы. Имеются литературные источники, которые подтверждают наличие у пациентов с хроническим панкреатитом в 90 % случаев полиневропатий (которые связаны с функциональными изменения периферических нервов).

## Диагностика
- Компьютерная томография[2]
- Магнитно-резонансная томография[2]
- Эндоскопическое ультразвуковое исследование[2]
- Магнитно-резонансная холангиопанкреатография с секретином[2]
- Тестирование функции поджелудочной железы[2]
- Гистологическое исследование[2]

## Лечение

### Терапия боли
- анальгетики[1]

### Хирургическое лечение
- блокада чревного сплетения[2]
- тотальная панкреатэктомия с аутотрансплантацией островков[2]
- При формирующейся псевдокисте метод выбора — чрескожное (пункционное) дренирование.  Сформированая псевдокиста подлежит хирургическому лечению либо малоинвазивному (чрескожному) дренированию.  При сообщении кисты с протоком поджелудочной железы показано выполнение пункционного цистогастроанастомоза.[источник не указан 979 дней]
- При непроходимости протока поджелудочной железы показано оперативное или чрескожное (пункционное) лечение.[источник не указан 979 дней]
- При длительно существующем свище поджелудочной железы применяют оперативное или малоинвазивное пункционное лечение.[источник не указан 979 дней]